# Belgrandiella intermedia
Belgrandiella intermedia là một loài ốc nước ngọt trong họ Hydrobiidae. Đây là loài bản địa Hoa Kỳ. Loài này hiện đã tuyệt chủng.
Liên minh Bảo tồn thế giới xếp nó vào nhóm đã tuyệt chủng kể từ năm 1996.
Trước đây loài này được tìm thấy ở Trung Âu, đặc biệt là Áo.